# Kościół Zbawiciela w Nuuk
Kościół Zbawiciela w Nuuk (gren. Annaassisitta Oqaluffia, duń. Vor Frelser Kirke), Katedra Zbawiciela w Nuuk (duń. Vor Frelser Domkirke), Katedra w Nuuk (duń. Nuuk Domkirke) – zabytkowa świątynia luterańska znajdująca się w stolicy Grenlandii, mieście Nuuk, pełniąca od 1993 roku funkcję kościoła katedralnego diecezji Grenlandii (gren. Ilagiit, duń. Grønland Stift) – jednej z jedenastu diecezji Kościoła Danii, od którego częściowo uniezależniła się w 2009 roku.

## Położenie
Katedra położona jest w zachodniej, najstarszej części Nuuk, na osi Hans Egedesvej – jednej z głównych ulic miasta, która prowadzi od strony dawnego kolonialnego portu. Dzięki temu budynek wyróżnia się w historycznym otoczeniu, choć nie znajduje się w ścisłym centrum grenlandzkiej stolicy. Na północ od kościoła znajduje się stary cmentarz. Na skalistym wzgórzu górującym nad świątynią ustawiony jest pomnik Hansa Egedego.

## Historia

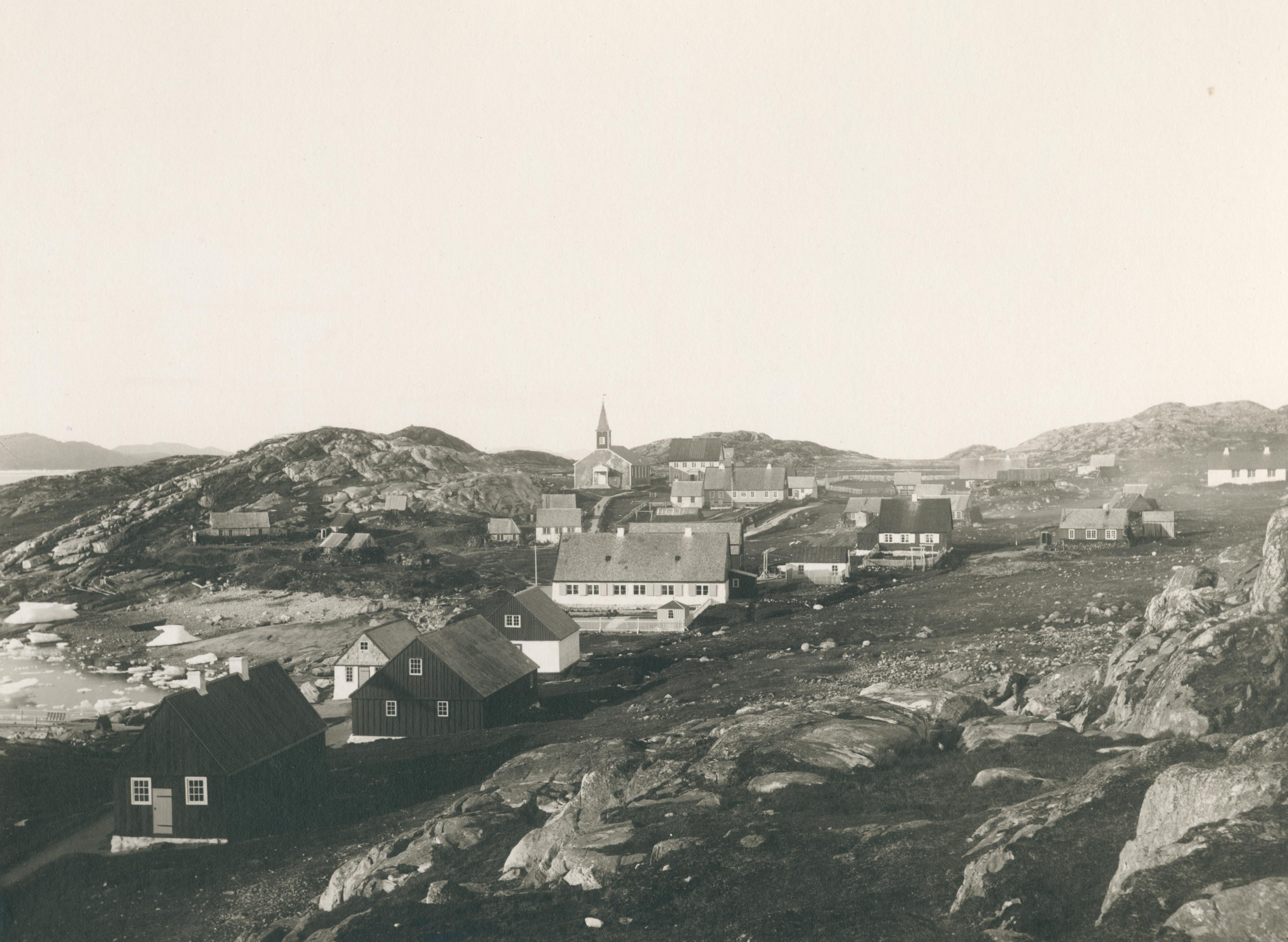
Godthåb na zdjęciu z lat 1889–1909. Kościół Zbawiciela widoczny pośrodku

Pierwszy, niewielki kościół w osadzie Godthåb, założonej przez misjonarza Hansa Egedego na zachodnim wybrzeżu Grenlandii, został wybudowany w 1758 roku; wcześniej nabożeństwa religijne odbywały się w domach osadników. Świątynia szybko jednak uległa zniszczeniu i już w 1772 roku musiała zostać odnowiona.
W 1775 roku Dunka Karen Ørsted przeznaczyła w swoim testamencie 2500 talarów (duń. rigsdaler) na budowę nowego kościoła. Motywy ofiarodawczyni, która nigdy nie była na Grenlandii, pozostają nieznane. Przypuszcza się, że Ørsted miała romans z synem Hansa Egedego, Poulem, z którym spotkała się w Danii. W swojej ostatniej woli napisała, że Grenlandczycy są, jej zdaniem, „jak lampa, która potrzebuje oliwy”, zastrzegła również, że świątynia ma nosić wezwanie Zbawiciela (duń. Vor Frelser Kirke).
W 1845 roku podjęto decyzję o budowie nowego kościoła oraz seminarium i domu misyjnego; plany budynków sporządzono w tym samym roku. Projekt świątyni wykonał architekt Laurits Albert Winstrup. Prace budowlane rozpoczęły się w 1848 roku, a zakończyły w roku następnym. Uroczyste poświęcenie nowego kościoła odbyło się 6 kwietnia 1849 roku, stary kościół zaś wyburzono, a uzyskany materiał budowlany wykorzystano do budowy innych budynków w mieście.
Świątynia była kilkukrotnie przebudowywana – w 1884 roku cebulasty hełm wieńczący wieżę kościoła zastąpiono miedzianą iglicą. W 1913 roku ściany kościoła, pierwotnie otynkowane, pokryto czerwonymi deskami, zaś w 1930 roku zmieniono pokrycie dachowe.
W 1970 roku w świątyni zainstalowano 10-głosowe organy piszczałkowe o dwóch manuałach i jednym pedale wyprodukowane w duńskim zakładzie Marcussen & Søn. W 2008 roku wyremontowano zegar na wieży kościelnej.
W 1983 roku kościół, wraz z cmentarzem, ogrodzeniem i bramą oraz pobliską kaplicą z 1913 roku, wpisany został do grenlandzkiego rejestru zabytków. Vor Frelser Kirke od 1993 roku pełni funkcję katedry utworzonej wówczas diecezji Grenlandii (gren. Ilagiit, duń. Grønland Stift) – jednej z jedenastu diecezji Kościoła Danii.

## Architektura

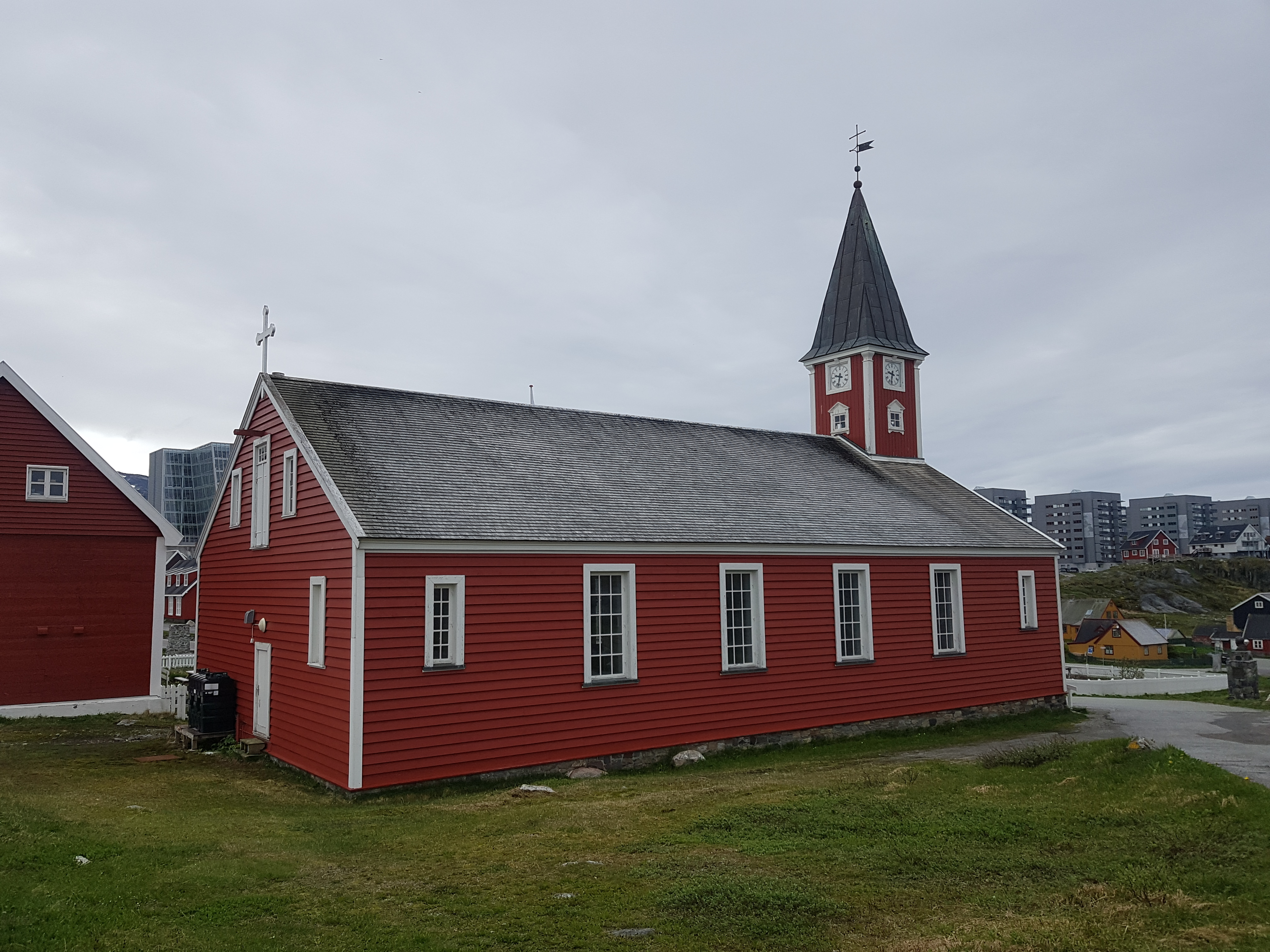
Katedra w Nuuk widziana od północnego zachodu (2022)

Kościół wzniesiony na rzucie prostokąta o wymiarach ok. 23 × 12 m. Cokół budynku wykonany jest z rzeźbionego kamienia naturalnego, podwójne ściany natomiast mają konstrukcję muru pruskiego, pierwotnie otynkowanego, współcześnie obłożonego od zewnątrz okładziną z czerwonych desek położonych na klinkierze. Dwuspadowy dach pokryty jest łupkiem.
Wejście do kościoła znajduje się w elewacji południowej, prowadzi do niego drewniany ganek zwieńczony trójkątnym szczytem. Drzwi wejściowe są dwuskrzydłowe, a po obu ich stronach znajdują się wąskie okienka, każde z 4 szybkami. Elewacja zachodnia i wschodnia są symetryczne, w ich środkowych częściach znajdują się po 4 duże okna szczeblinowe z 15 szybkami, zaś po ich bokach – po 2 mniejsze okna o 10 szybkach.
Elewacja tylna (północna) budynku jest nietypowa. W jej szczycie znajdują się prowadzące na strych dwuskrzydłowe drzwi, nad którymi znajduje się wciągnik, po obu stronach drzwi znajdują się okna szczeblinowe z 8 szybami. Na parterze elewacji północnej w jej części zachodniej, na wysokości okien w elewacjach bocznych, znajduje się pojedyncze okno z 10 szybkami, natomiast w osi środkowej – drewniane drzwi.
Wszystkie ramy okien budynku, wejście wraz z gankiem i szczytem oraz narożne pilastry pomalowane są na biało. Wewnątrz kościoła na ścianach znajduje się okładzina z drewnianych paneli, również w kolorze białym.

### Wyposażenie
Wewnątrz kościoła znajduje się 30 ławek dla wiernych, 3 mosiężne żyrandole, organy, chrzcielnica z misą oraz ołtarz z dużym krucyfiksem i dwoma dużymi świecznikami. Na ścianach wiszą marmurowe reliefy przedstawiające Hansa Egedego i jego żonę Gjertrud Rasch, relief z brązu z wizerunkiem pastora Nicolaia Edingera Ballego oraz obraz autorstwa Jensa Erika Carla Rasmussena przedstawiający Egedego pogrążonego w modlitwie.

## Galeria

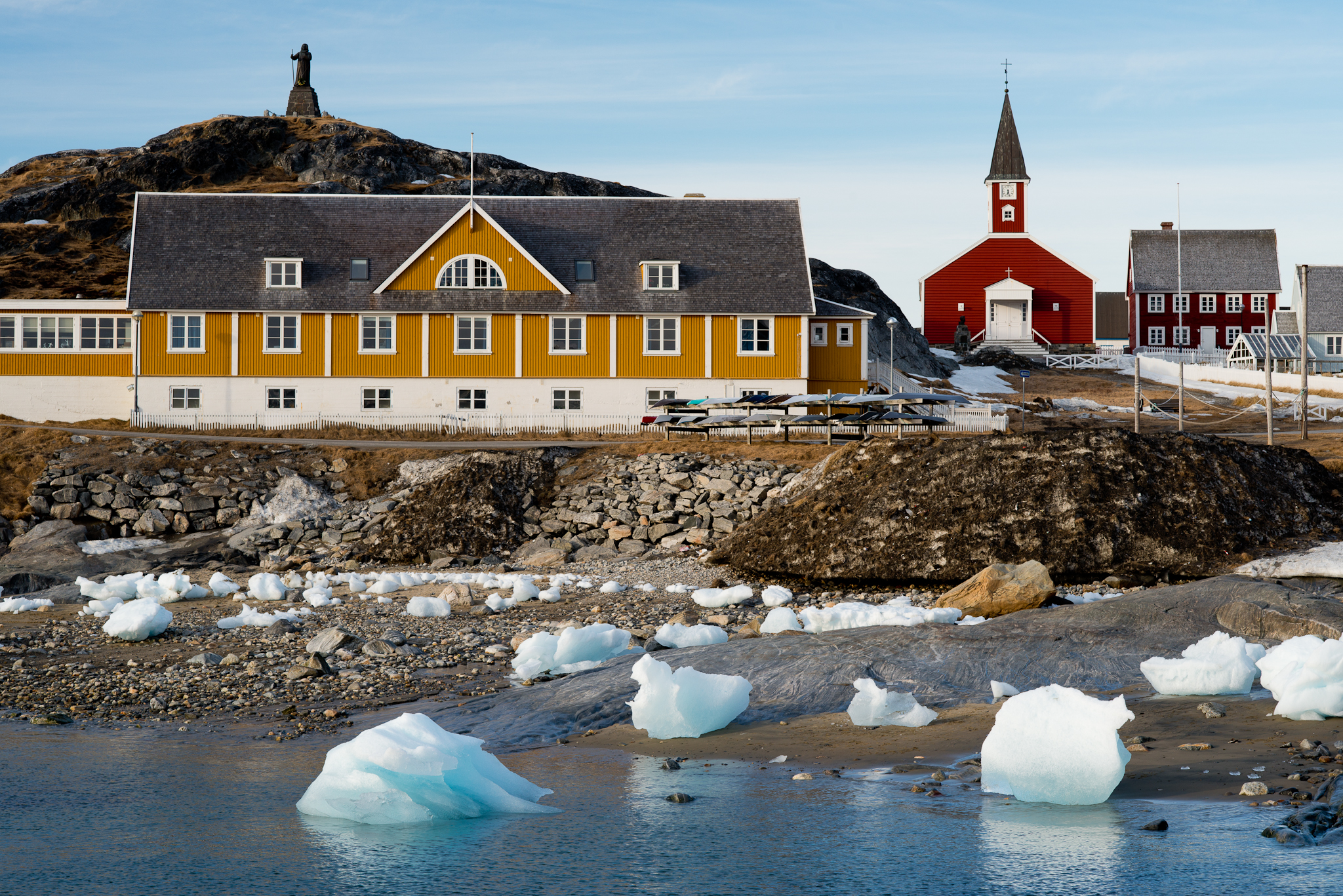
Katedra widziana od strony dawnego portu (2013)
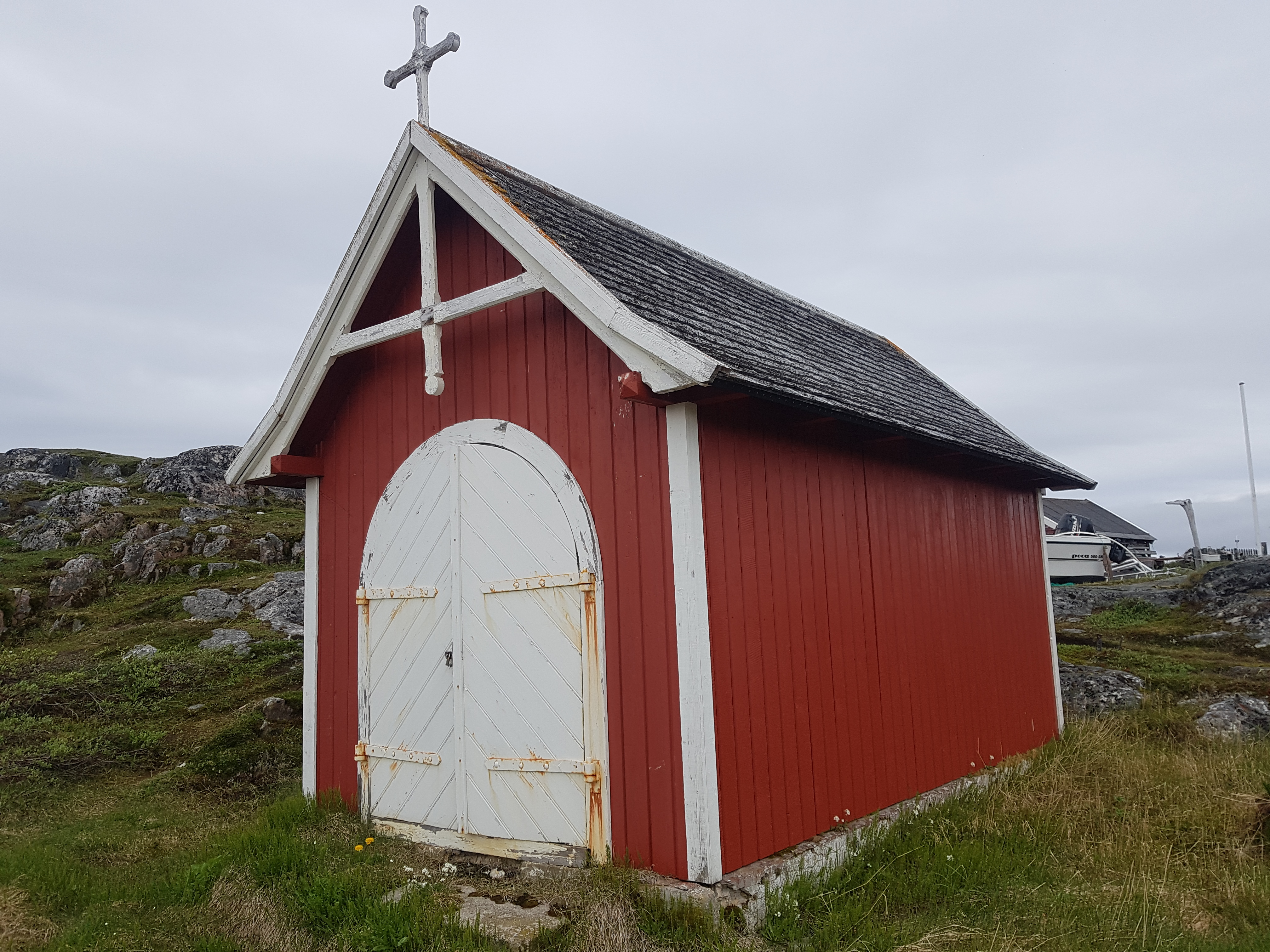
Przykościelna kaplica (2022)
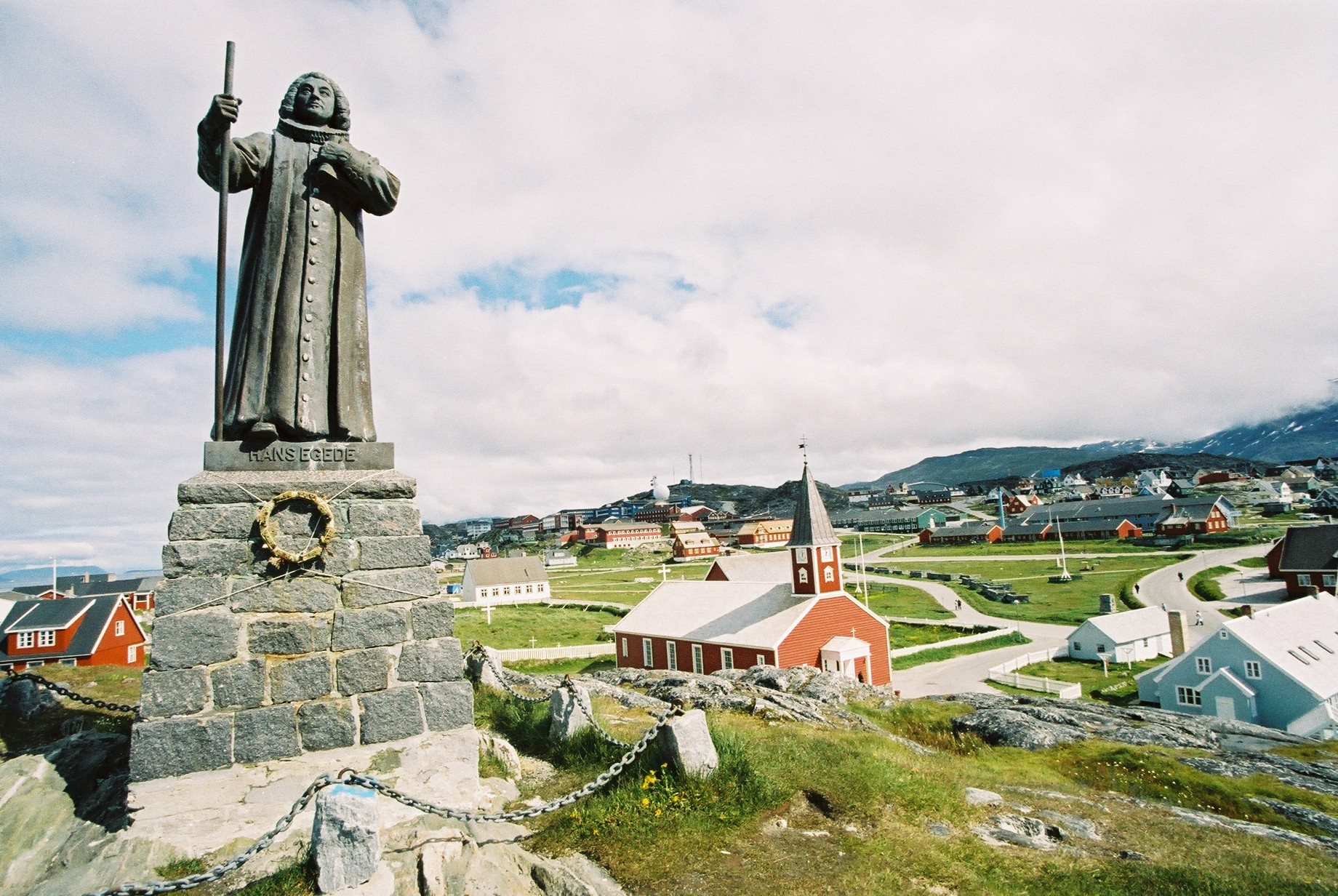
Pomnik Hansa Egedego na wzgórzu obok kościoła (2008)
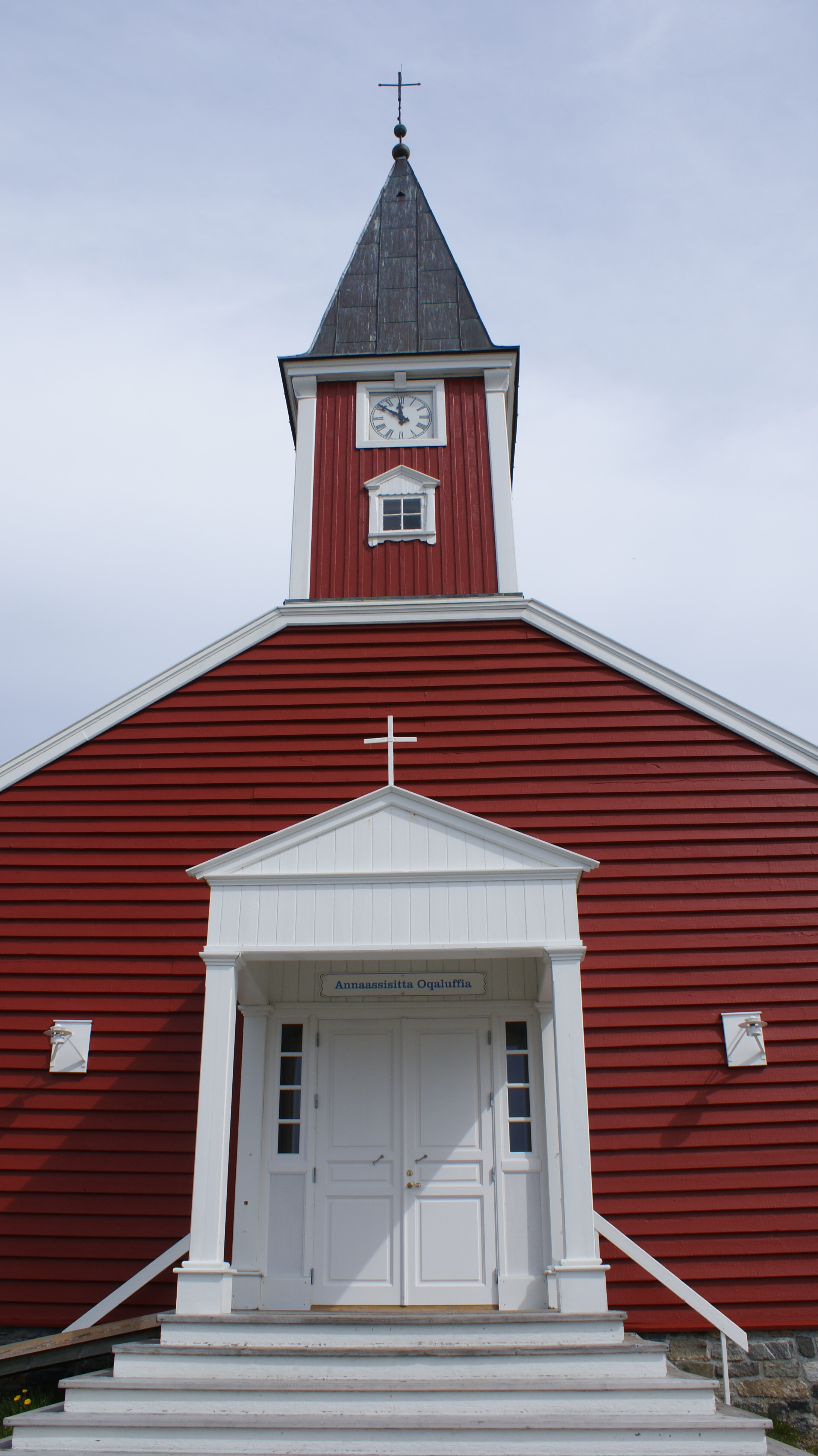
Wejście do katedry (2010)
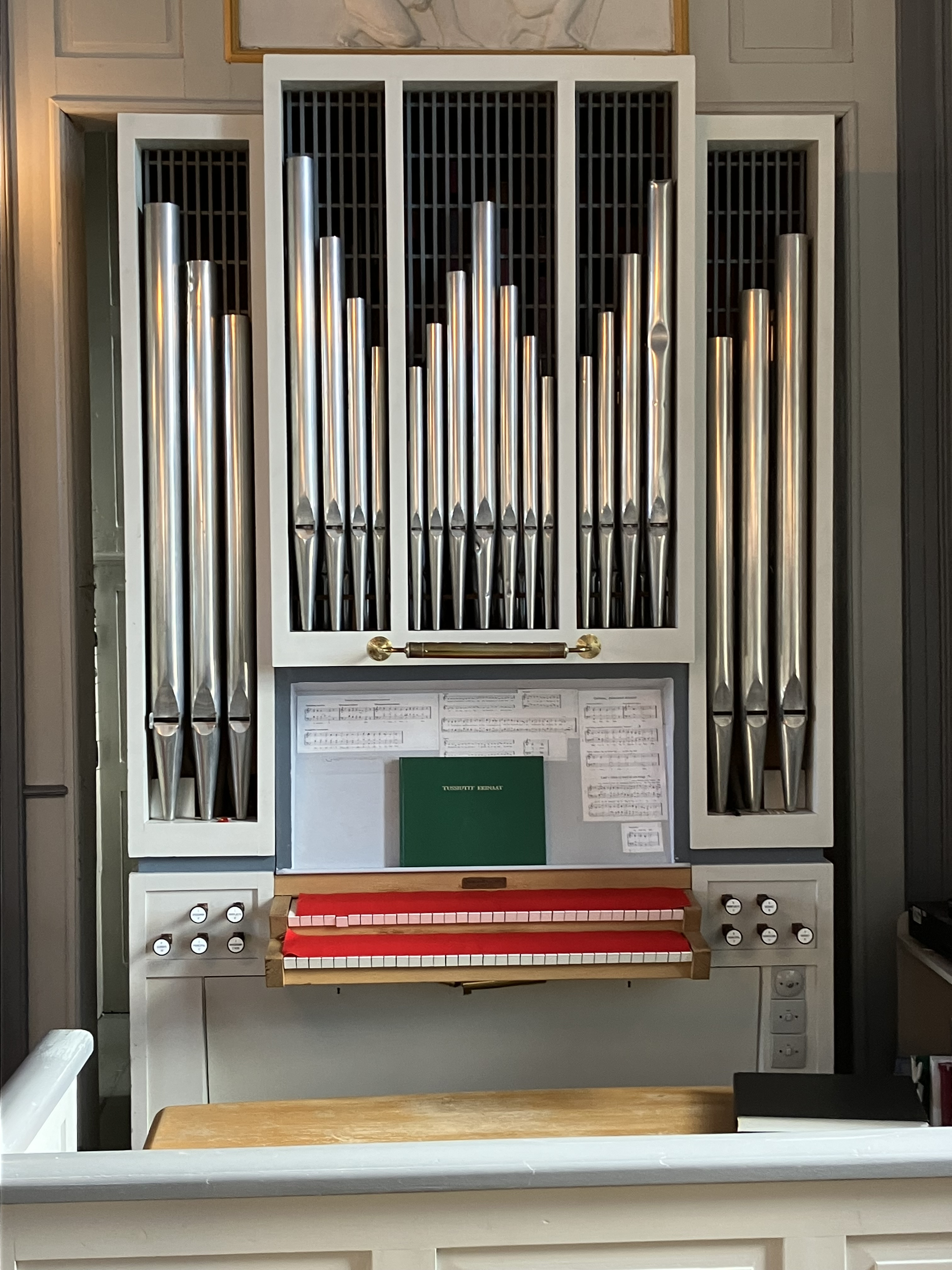
Organy katedry w Nuuk (2022)